# Lubelskie Egzotarium
Lubelskie Egzotarium – egzotarium, które jako jedyne w kraju pełni funkcję lecznicy i schroniska dla zwierząt egzotycznych. Oparte jest głównie na pracy wolontariuszy. Pod opieką ośrodka przebywa obecnie ponad sto zwierząt, między innymi nadrzewna afrykańska żmija Atheris ceratophora, straszyk olbrzymi i gekon orzęsiony.